# Zorn Blanche
Pour les articles homonymes, voir Zorn (homonymie).
La Zorn blanche est une rivière de Moselle en région Grand Est, et un affluent droit de la Zorn, donc du canal de la Marne au Rhin.

## Géographie et histoire
De 8,5 km de longueur, la Zorn blanche prend source au revers du mont Langwand sur la commune de Walscheid et y coule sur quelques dizaines de mètres, uniquement si on considère le ruisseau du Schnockenloch ou Schnackenloch comme son unique représentant en amont.
La Zorn blanche apparaît à la confluence des eaux des vallées du Schnockenloch et du Breithardt, à Herrenmühle, vers 402 mètres d'altitude. Elle coule ainsi à l'est de la commune actuelle de Dabo sur environ cinq kilomètres en direction du nord-nord-ouest. Cette vallée minuscule est célèbre par la longue histoire des échanges marchands et des passages militaire entre vallée rhénane, l'entité mérovingienne Alisatia ou Alsatia et la vallée de la Sarre menant à la grande vallée de la Moselle.
Elle conflue en rive droite de la Zorn jaune en aval du lieu-dit aménagé Enteneck en dessous de 295 mètres d'altitude, toujours sur la commune de Dabo.

### Communes traversées
La Zorn blanche traverse deux communes : Dabo (confluence) et Walscheid (source), dans le seul département de la Moselle. La Zorn blanche prend source dans le canton de Sarrebourg, et conflue dans le canton de Phalsbourg, le tout dans l'arrondissement de Sarrebourg.